# Pomachromis exilis
Pomachromis exilis är en fiskart som först beskrevs av Allen och Emery, 1973.  Pomachromis exilis ingår i släktet Pomachromis och familjen Pomacentridae. Inga underarter finns listade i Catalogue of Life.